# Анатолий (Станкевич)
Епископ Анатолий (в миру Александр Андреевич Станкевич; 1821,  Минская губерния — 23 января 1903, Москва) — епископ Русской православной церкви, епископ Калужский и Боровский.

## Биография
Родился в 1821 году в семье священника Минской епархии.
В 1843 году окончил Литовскую духовную семинарию в Вильно.
2 апреля 1844 года рукоположён во священника.
Овдовев, 5 декабря 1848 года пострижен в монашество. В этом же году поступил в Санкт-Петербургскую духовную академию, которую в 1853 году окончил со степенью магистра богословия и назначен инспектором Минской духовной семинарии.
6 января 1856 года возведён в сан игумена.
5 августа 1860 года возведён в сан архимандрита и назначен ректором Полоцкой духовной семинарии.
С 4 апреля 1861 года — настоятель Витебского Маркова монастыря.
С 13 марта 1867 года — настоятель Новгород-Северского Спасо-Преображенского монастыря и с 1868 года смотритель Новгород-Северского духовного училища.
С 29 апреля 1876 года — преподаватель Симбирской духовной семинарии.
С 9 января 1879 года — настоятель посольской церкви в Афинах.
В Афинах проявил особенную деятельность. Устроил при посольской церкви училище для русских детей и образовал при Посольской миссии учёный ареопаг из русских и греков.
25 мая 1886 года хиротонисан во епископа Балтского, викария Подольской епархии.
С 24 апреля 1887 года — епископ Острогожский, викарий Воронежской епархии.
С 12 июля 1890 года — епископ Уманский, викарий Киевской епархии.
С 29 сентября 1892 года — епископ Калужский и Боровский.
29 января 1894 года уволен от управления епархией и назначен членом Московской синодальной духовной консистории и настоятелем Заиконоспасского монастыря. 20 декабря 1898 года уволен от управления монастырём.
Пользовался любовью и уважением за благолепное служение в церкви, за трогательное чтение Евангелия (особенно в Страстную Неделю), за поучительные и разумные проповеди, которые он говорил всегда наизусть.
Пожертвовал две древнейшие пергаментные эфиопские рукописи в Санкт-Петербургскую духовную академию.
Скончался 23 января 1903 года на покое в Московском Новоспасском монастыре, но погребен не в Москве.

## Сочинения
- Наставления, внушаемые приходским священникам при coвершении св. Таинств. Слово было сказано в неделю о Закхее. // «Гродненские ЕВ». 1904. № 8.
- «Слово, сказанное в неделю о Закхее». «Гроднен. Епарх. Вед.» 1904, № 8.